# HD 20121
HD 20121 (u Eridanus) é uma estrela na direção da Eridanus. Possui uma ascensão reta de 03h 12m 25.68s e uma declinação de −44° 25′ 10.8″. Sua magnitude aparente é igual a 5.92. Considerando sua distância de 143 anos-luz em relação à Terra, sua magnitude absoluta é igual a 2.71. Pertence à classe espectral F3V+....